# Henriette Bichonnier
Henriette Bichonnier (Clermont-Ferrand, Auvernia; 27 de junio de 1943-París, 20 de enero de 2018) fue una escritora francesa de literatura infantil.

## Biografía
Profesora de inglés en 1969 en Saint-Étienne, llega a París en 1971 donde se vuelve hacia una carrera de periodista para revistas feministas. En 1972, comienza a escribir historietas con François Bourgeon, cuentos para niños, críticas literarias y teatrales. Pero su prioridad todavía fue la lucha contra el analfabetismo y el analfabetismo funcional. Ha obtenido numerosos premios, entre otros el premio Bernard Versele en Bruselas, Bélgica. 
Fue consejera pedagógica para ediciones Hachette (1986-1988), luego para ediciones Nathan (1989-1993), donde ha dirigido varias colecciones.
Su infancia muy libre en la campaña fue seguramente la fuente de inspiración de sus numerosos cuentos y sus novelas policíacas. Partidaria de los derechos humanos y de la ecología, colaboró con Fernando Puig Rosado en un manifiesto irónico contra la guerra Tetaclak et Poirabaff (Nathan,1990).

## Obras
- El monstruo peludo, ilustración Pef, Altea, Madrid, 1982
- El cerdito que se metía los dedos en la nariz, il. Napo, publicaciones FHER, S.A, 1983
- En el país de los colores, il. Roland Sabatier, publicaciones FHER, S.A, 1983
- El robot delicado, il. Roland Sabatier, publicaciones FHER, S.A, 1983
- Esos traviesos conejos, il. Jean-Marc Pariselle, publicaciones FHER, S.A, 1983
- ¿Qué pasa con los piratas?, il Charles Barat, Editorial Grasset et Fasquelle, 1986
- Kiki la Chatarras, trad. Javier Gómez Rea, Plaza Joven, S.A, 1988
- Los diamantes de Lizy Jones, trad. Saro de la Iglesia, Plaza Joven, 1988
- Cuentos de hadas, príncipes y duendecilos, il. Pef, Everest D.L, 1993
- Dos pingüinos patosos, il. Dominique Beccaria, SM saber, 1998
- El monstruo peludo, trad. Juan Ramón Azaola, il. Pef, Editorial Edelvives, 2002
- El regreso del monstruo peludo, trad. Juan Ramón Azaola, il. Pef, Editorial Edelvives, 2003
- La bruja piruja, trad. Juan Ramón Azaola, il. Pef, Editorial Edelvives, 2004
- O monstro peludo, trad. Antón Cortizas, il. Pef, Editorial Edelvives, 2004

## Adaptación teatro (arte escénico)
"El gato y el ratón viajan al espacio" Grasset . Teatro estable de Aldeacentenera: El Grupo Barquito de Papel, mayo de 2007.